# Club Deportivo Alumni
El Club Deportivo Alumni (anteriormente conocido como Alumni Sporting Club) es un club deportivo chileno radicado en la ciudad de Lo Barnechea.
Actualmente participa en la Primera Nacional TOP 10, el principal torneo de rugby de Chile.

## Historia
Fue fundado en 1994 por exalumnos del Santiago College.
Desde sus inicios participa en los torneos de la Asociación de Rugby de Santiago en donde ha logrado un título de Primera División en 2001.
Participó por primera vez en la primera división del rugby de Chile en la temporada 1995.
En 2001 se coronó campeón del Campeonato Central de Rugby, el principal torneo de rugby del país, luego de vencer a Old Mackayans por un marcador de 22 a 16.
En 2017 se funda el Club Deportivo Alumni, el cual es la continuación del Alumni Sporting Club.

## Palmarés
- Campeonato Central de Rugby (1): 2001.

- Seven de Viña del Mar (1): 2002.